# Pro-Dos BASIC
Pro-Dos BASIC (Pro-Dos je zkratka z Professional Display Operating System) je nadstavbou Sinclair BASICu na počítačích Sinclair ZX Spectrum, jemuž rozšiřuje především grafické možnosti, včetně využívání oken. Příkazy Pro-Dos BASICu začínají hvězdičkou. Nevýhodou je, že po použití příkazu RUN nebo CLEAR je nutné Pro-Dos BASIC znovu inicializovat. To lze provést pomocí RANDOMIZE USR 60000. Je-li aktivovaný Pro-Dos BASIC, nefungují příkazy disketových jednotek Didaktik 40 a Didaktik 80.

## Seznam příkazů

### Příkazy pro ovládání oken
- *NEW
- *CLS
- *CLEAR
- *SCROLL
- *ROLL
- *WRAP
- *NOWWRAP
- *CCHR
- *CHR
- *TPAT
- *SCREEN
- *SWAP
- *WINDOW
- *WSIZE
- *WPOKE

### Grafické příkazy
- *LARGE
- *NORMAL
- *CSIZE
- *DIR - umožňuje měnit směr výpisu textů,
- *GPAT
- *PLOT - vykreslí bod jako standardní příkaz PLOT, ale umí kreslit i do spodních dvou řádků obrazovky,
- *DRAW - nakreslí čáru z aktuálního bodu do zadaného bodu, proti standardnímu příkazu ZX Spectra umí kreslit i do spodních dvou řádků obrazovky,
- *LINE - nakreslí čáru mezi zadanými body,
- *BOX - nakreslí čtverec nebo obdélník,
- *FBOX - nakreslí četverec nebo obdélník a vyplní ho vzorem,
- *TRIANGLE - nakreslí trojúhelník,
- *ELLIPSE - nakreslí elipsu,
- *FILL
- *PAINT
- *HATCH
- *MATCH